# Français Glacier
Français Glacier är en glaciär i Antarktis. Den ligger i Östantarktis. Frankrike gör anspråk på området. Français Glacier ligger 31 meter över havet.
Terrängen runt Français Glacier är kuperad söderut, men norrut är den platt. Havet är nära Français Glacier åt nordost.  Trakten är obefolkad. Det finns inga samhällen i närheten.